# Viéville-sous-les-Côtes
Viéville-sous-les-Côtes is een plaats en voormalige gemeente in het Franse departement Meuse en sinds 1973 deel van de gemeente Vigneulles-lès-Hattonchâtel.

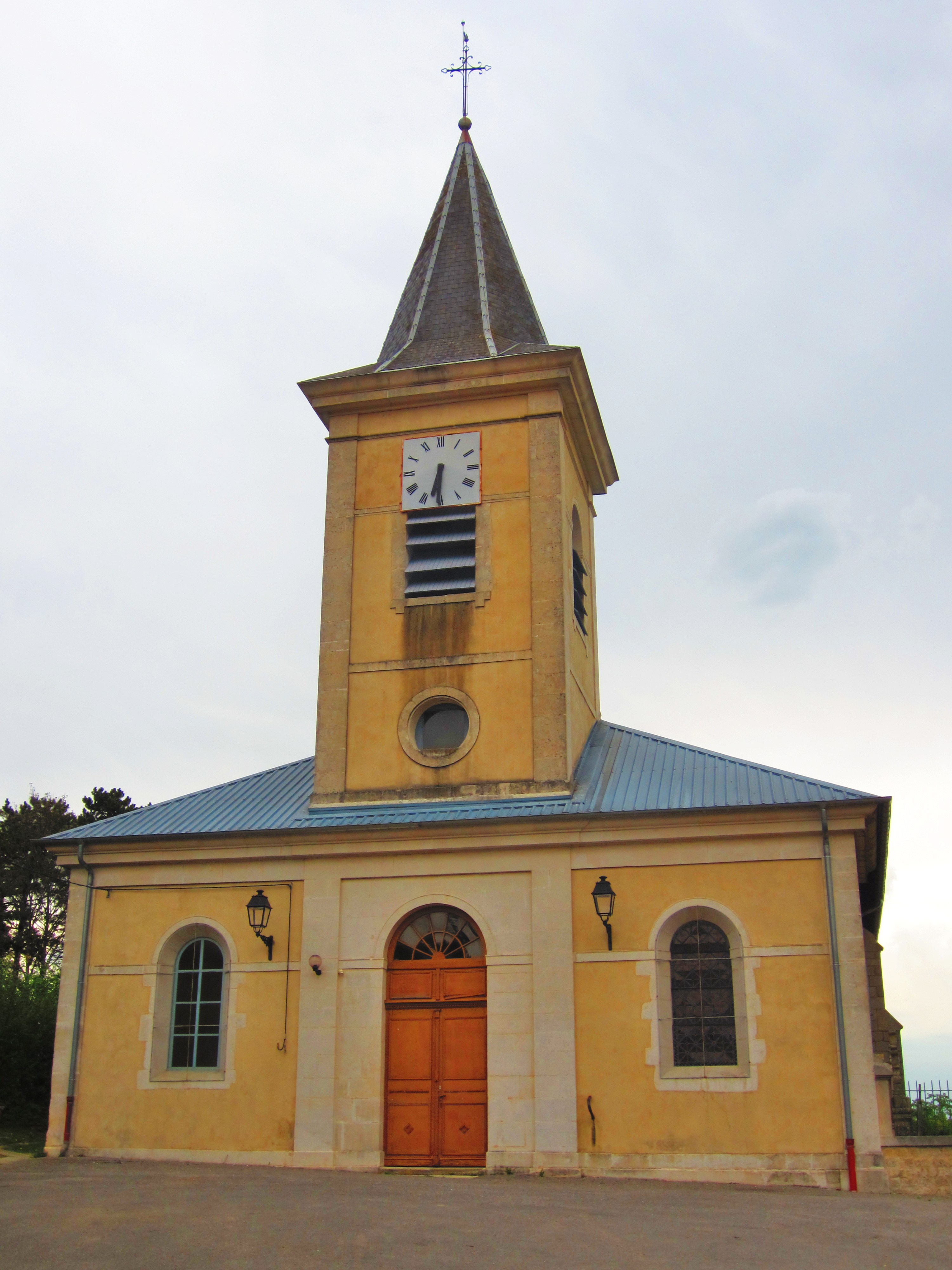
De kerk van Viéville-sous-les-Côtes

Billy-sous-les-Côtes · Creuë · Hattonchâtel · Hattonville · Saint-Benoît-en-Woëvre · Viéville-sous-les-Côtes · Vigneulles-lès-Hattonchâtel